# Apamea desegaulxi
Apamea desegaulxi är en fjärilsart som beskrevs av Pierre E.L. Viette 1982. Apamea desegaulxi ingår i släktet Apamea och familjen nattflyn. Inga underarter finns listade i Catalogue of Life.